# 북원경

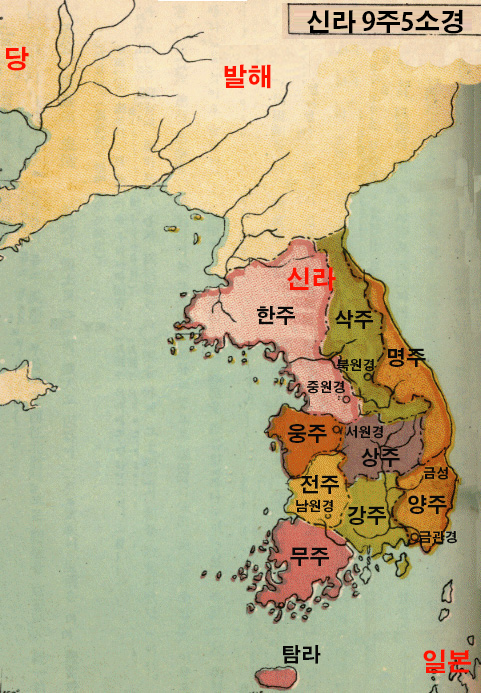
남북국 시대 신라의 9주 5소경

북원경(北原京) 또는 북원소경(北原小京)은 신라의 광역 행정구역인 9주 5소경의 한 소경(小京)으로 지금의 원주시이다. 북원경은 왕경으로부터 멀리 떨어져 있는 수약주 및 한산주 일대 통치의 보완을 위해 설치되었다.

## 연혁
북원경의 치소 일대는 원래 고구려의 평원군(平原郡)이었다. 고구려가 남하정책을 펼쳐 이 지역에 중요 거점으로 평원군을 설치하였는데 551년(진흥왕 12년)에 신라가 이 지역을 점령하였다. 678년(문무왕 18년)에 북원소경을 설치하였다. 757년(경덕왕 16년)에 전국의 행정구역 명칭을 중국식으로 고치면서 북원소경을 북원경으로 개칭하였다. 고려 때 원주(原州)로 개칭하여 지금에 이른다.
《삼국사기》 〈지리지〉에는 경덕왕이 중국식으로 고친 명칭을 기준으로 기록되어 있다.

## 북원경의 설치
북원경은 신라가 삼국을 통일한 직후인 678년에 설치된 소경이다. 문무왕과 신문왕은 삼국을 통일한 이후 통치체제를 정비하면서 차례로 소경을 설치하였는데 북원경은 삼국통일 이후 가장 먼저 설치된 소경이다. 소경의 설치 이유는 수도가 동남쪽으로 치우친 약점을 보완하기 위한 것이라고 보고 있다.
북원경은 신라 왕경에서 한강 유역으로 가는 길목에 위치하고 있어 중요한 거점이었다. 그래서 685년(신문왕 5년)에 서원경과 남원경을 설치하면서 북원경에도 성을 쌓아 방어 체계를 갖추기도 했다. 진성여왕 시기에는 양길이 북원을 점거하여 독자적인 세력을 구축하고 있었으며, 궁예도 양길의 수하가 되어 북원에서 활동을 시작하였다.

## 같이 보기
- 신라의 행정 구역